# Nonno all'improvviso
Nonno all'improvviso (Grandfathered)  è una serie televisiva statunitense, creata da Daniel Chun.
La serie venne commissionata dalla Fox l'8 maggio 2015, ed è stata trasmessa dal 29 settembre 2015 al 10 maggio 2016.
Il 15 ottobre 2015, la Fox ha ordinato altri 6 episodi per la prima stagione. Il 28 ottobre 2015, l'emittente ha ordinato una stagione intera formata da 22 episodi per la prima stagione.
A maggio 2016 la serie venne cancellata dopo una sola stagione prodotta.
In Italia la serie è andata in onda dal 17 luglio al 14 agosto 2017 su Rai 3.

## Trama
Grandfathered racconta la vita di uno scapolo proprietario di un ristorante. Un giorno viene a sapere di avere un figlio - Gerald - e una nipote - Edie - da una relazione avuta 25 anni prima.

## Personaggi e interpreti

### Principali
- James "Jimmy" Martino, interpretato da John Stamos e doppiato da Francesco Prando.
È un uomo di 50 anni, eterno scapolo e proprietario di un ristorante. È considerato egocentrico, ossessionato dalla sua carriera e privo di esperienza nel ruolo di genitore. Con il passare del tempo, però, la sua personalità egocentrica inizia a sparire, quando si rende conto che il figlio che non aveva mai saputo di avere aveva bisogno di un padre, e ciò fa nascere in Jimmy il desiderio di rimediare.
- Sara Kingsley, interpretata da Paget Brewster e doppiata da Tiziana Avarista.
È la madre di Gerald, nonna di Edie ed ex ragazza di Jimmy. A suo tempo, lasciò Jimmy a causa del suo egocentrismo e del suo pensare solo alla carriera. Dopo la loro rottura, scopre di essere incinta di Gerald e lo tiene nascosto a Jimmy per più di 25 anni.
- Gerald E. Kingsley interpretato da Josh Peck e doppiato da Daniele Giuliani.
È il figlio di Jimmy e Sara. Ha una figlia, di nome Edie.
- Vanessa, interpretata da Christina Milian e doppiata da Chiara Gioncardi.
Migliore amica di Gerald e madre di sua figlia, Edie. Gerald è innamorato di lei, ma spesso lei non capisce i suoi tentativi di corteggiarla.
- Ravi Gupta, interpretato da Ravi Patel e doppiato da Riccardo Scarafoni.
È il capocuoco nel ristorante di Jimmy.
- Annelise Wilkinson, interpretata da Kelly Jenrette e doppiata da Angela Brusa.
L'assistente e braccio destro di Jimmy, apertamente lesbica.

### Ricorrenti
- Edie, interpretata da Layla ed Emelia Golfieri.
Figlia di Gerald e Vanessa. e nipote di Jimmy e Sara.
- Cindy, interpretata da Abby Walker.
Lavora come cameriera del ristorante di Jimmy, è apertamente bisessuale.
- Victor, interpretato da A.J. Rivera. 
Fa lo chef presso il ristorante di Jimmy.
- Bruce, interpretato da Andrew Daly. 
È il fidanzato ad intermittenza di Sara. È stata l'unica figura pseudo-paterna che Gerald abbia mai avuto crescendo.

## Episodi
| Stagione       | Episodi | Prima TV USA | Prima TV Italia |
| -------------- | ------- | ------------ | --------------- |
| Prima stagione | 22      | 2015-2016    | 2017            |

## Ricezione
Grandfathered ha ricevuto generalmente recensioni positive dai critici.
Su Rotten Tomatoes, la serie ha un rating del 71%, basato su 48 recensioni, con un rating medio di 6,5/10. Le critiche del sito raccontano: "John Stamos è più bello e affascinante che mai, ma le battute di Grandfathered  sono noiose e sdolcinate"
Su Metacritic, la serie ha un punteggio di 62 su 100, basato su 22 critiche, indicando "recensioni generalmente favorevoli".